# Changthangi
La Changthangi, Changra ou chèvre Pashmina, est une race de chèvre du type cachemire.

## Caractéristiques
Chèvre des plateaux du Tibet, du Népal, d'une partie de la Birmanie et de la région voisine du Ladakh au Jammu-et-Cachemire en Inde, elle est élevée pour la laine de cachemire ultra-fine, connue sous le nom de pashmînâ une fois tissée. Elle a aussi été élevée pour sa viande par le passé.
Cette lignée de la Capra hircus du type cachemire produit un sous-poil épais et chaud qui est la source de la laine pashmînâ, le plus fin des cachemires, dont les fibres mesurent entre 12 et 15 μm d'épaisseur. Cette chèvre, généralement domestiquée, est élevée par les communautés nomades Changpas de la région du Changtang dans le Grand Ladakh.
La Changthangi est une de chèvre rustique, très résistante de taille moyenne de couleur blanche, noir, gris ou brun. Cette chèvre pèse entre 26 et 31 kg pour une hauteur sous garrot ~50 cm, et le dernier recensement fait apparaître une population ~ 206 000 têtes.
La communauté Changpa est une partie de la communauté bouddhiste brokpa, darde installée dans le nord de l'état indien de Jammu-et-Cachemire. La communauté compte environ 9 000 personnes réparties en quatorze groupes. Chaque groupe est constitué de 20 à 176 familles. Outre les chèvres pashmina, leur cheptel comprend des moutons, des yacks et des chevaux. Les groupes se déplacent 8 à 10 fois par an évitant ainsi le phénomène désastreux du surpâturage que connaissent d'autres contrées. Les campements sont installés à des altitudes comprises entre 3 600 et 4 500 mètres, les pâturages atteignent 5 600 m. La nuit les chèvres sont rassemblées, le reste du cheptel faisant cercle autour d'elles, les protégeant du grand froid. La chèvre pashmina résiste ainsi à des températures qui descendent jusqu'à −20 °C. À l'exception des reproducteurs sélectionnés le plus souvent pour leur couleur blanche, les mâles sont castrés rapidement après la naissance. À partir du moins de juin et jusqu'à la première semaine du mois d'août les bêtes sont peignées à la main ce qui permet de récolter une quantité de laine (le « pashm ») de 200 à 250 grammes sur une femelle et de 300 à 350 grammes sur un mâle. Les artisans achètent la récolte qu'ils doivent débarrasser des impuretés. Ils estiment la quantité finale à 35 % du poids initial.

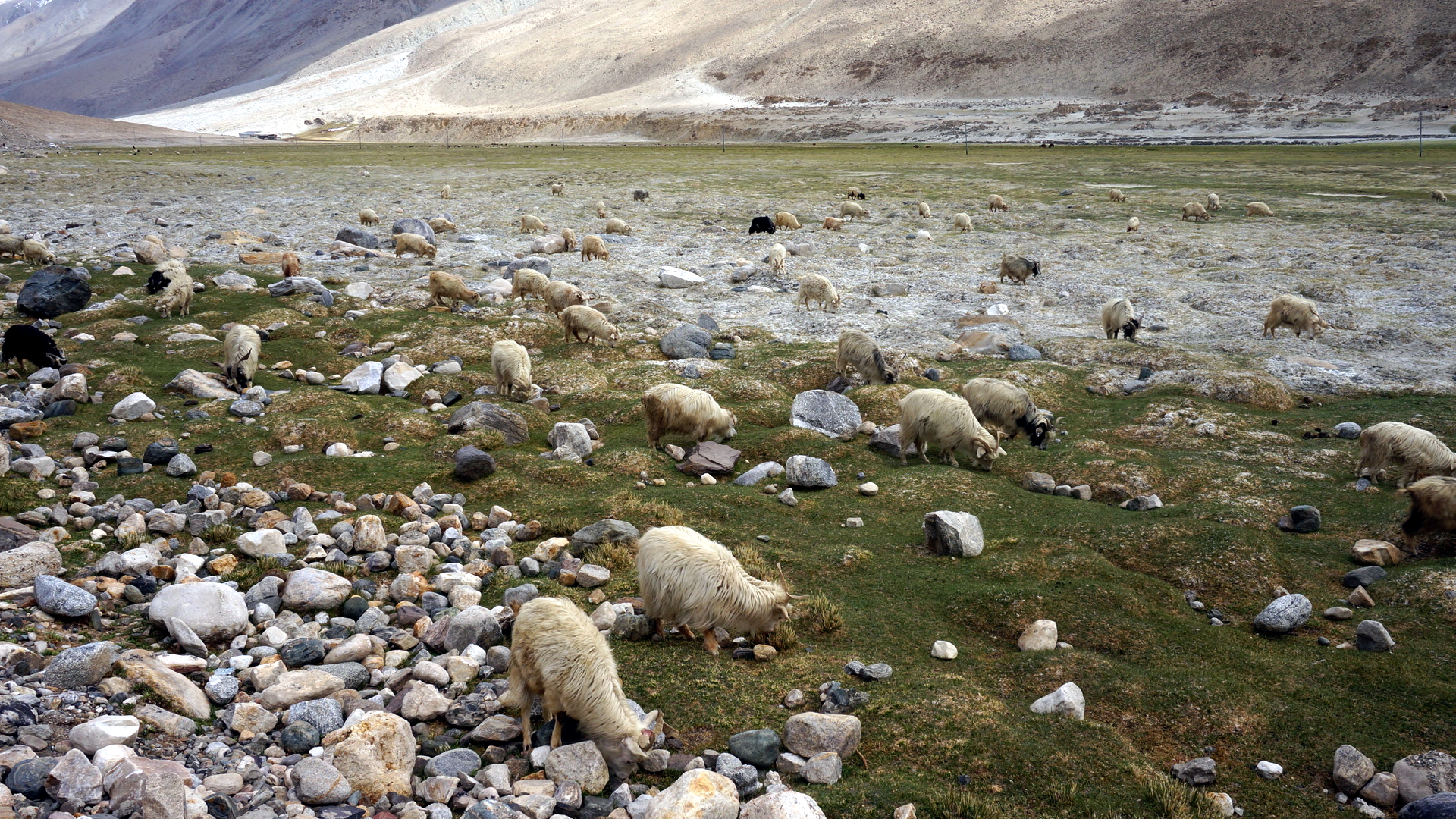
Chèvres broutant dans la région du Pangong Tso
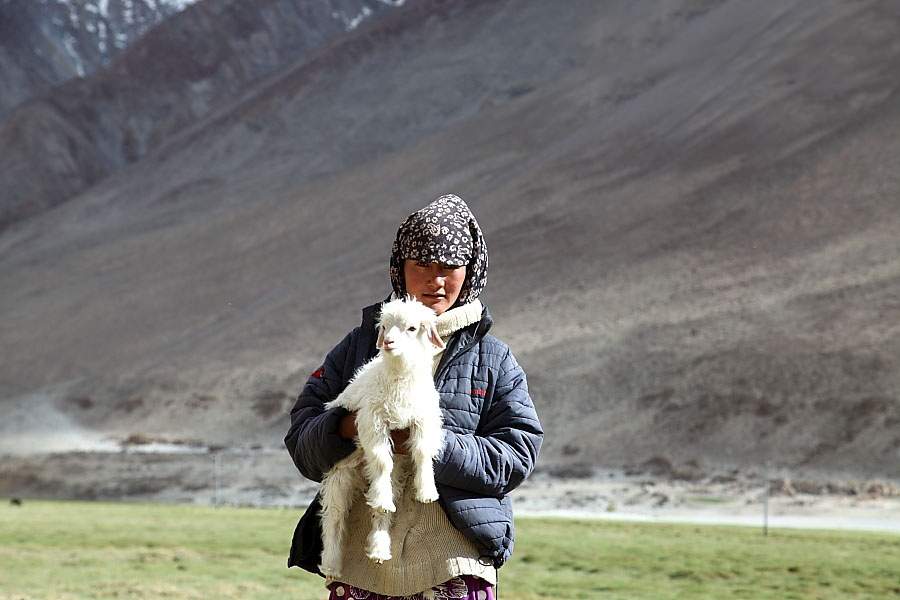
Femme de la tribu nomade des Changpas et chèvre pashmina.
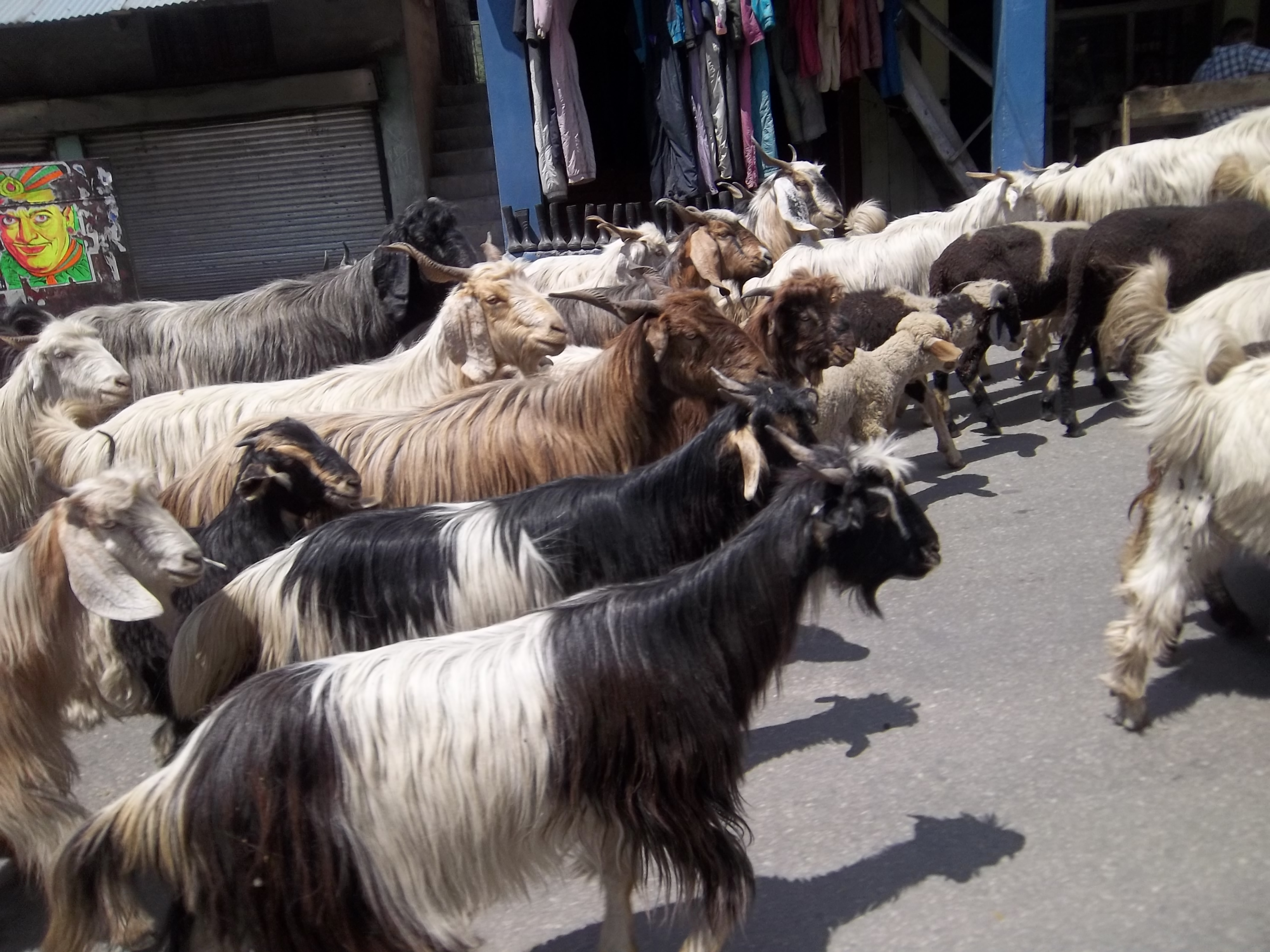
Troupeau de Changthangi traversant la ville de Manali à 450 km de Leh.

En fournissant la laine des célèbres châles pashmînâ exportés dans le monde entier, la Changthangi a participé à la revitalisation de l'économie des régions touchées par la pauvreté de Changtang, Leh et Ladakh. Selon une étude publiée en 2011, le district de Leh produit 30 tonnes de fibre pashmina récoltées sur 150 000 Changthangi. La couleur de la robe varie entre le blanc et le brun clair. Presque tout le corps est recouvert de longs poils et de pashmina. Le poids moyen à la naissance est de 2,11 kg pour les mâles et 2,06 kg pour les femelles. Le poids à 300 jours est respectivement de 20 et 18,7 kg. Le rendement des boucs, des chèvres et des antenais mâles et femelles est respectivement de 402, 248, 255 et 280 g. La longueur de la fibre est de 4,25 cm pour les mâles et 4,02 cm pour les femelles, le diamètre étant respectivement de 12,9 et 13 μ.

Traitement de la laine à Leh
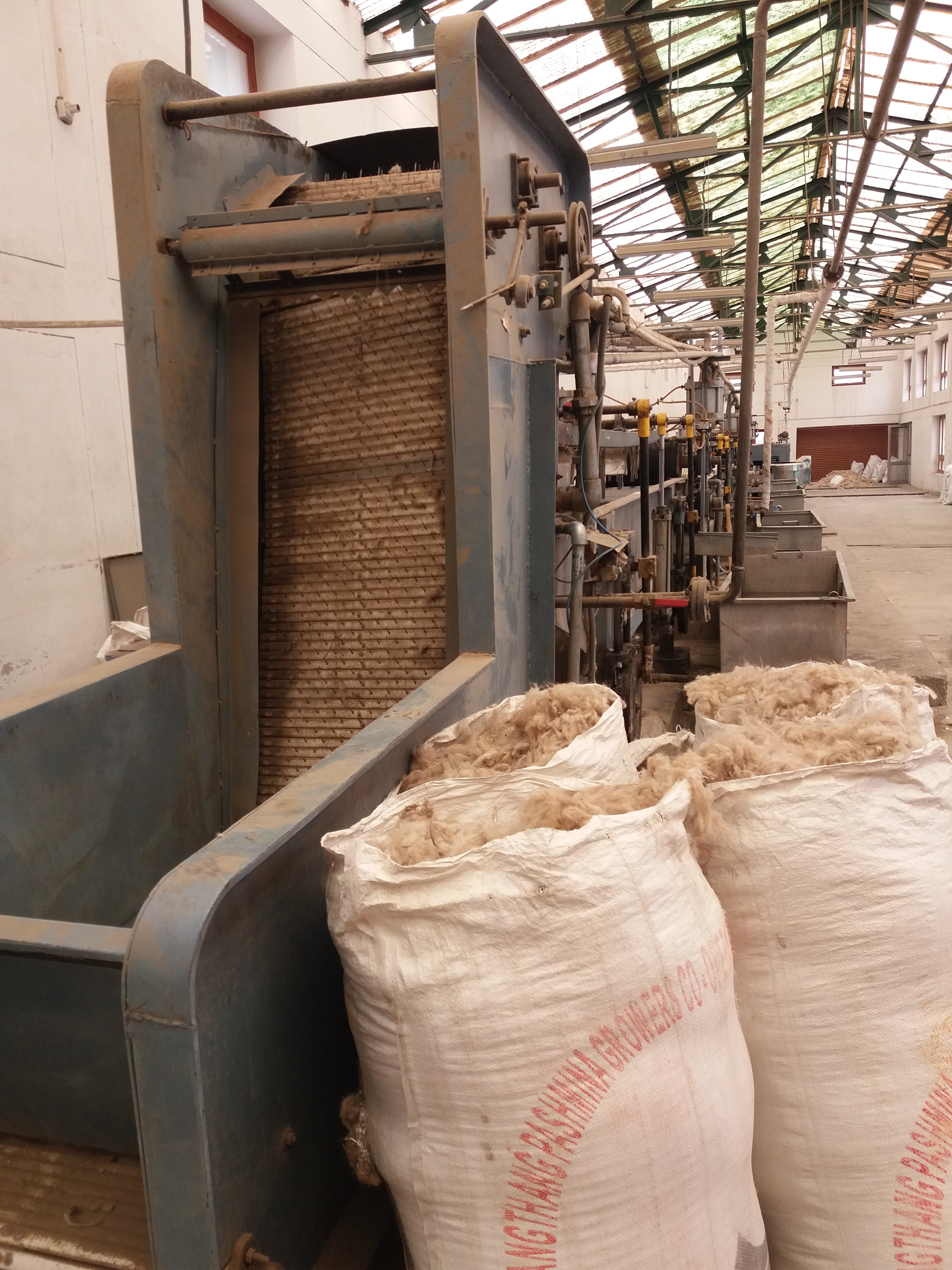
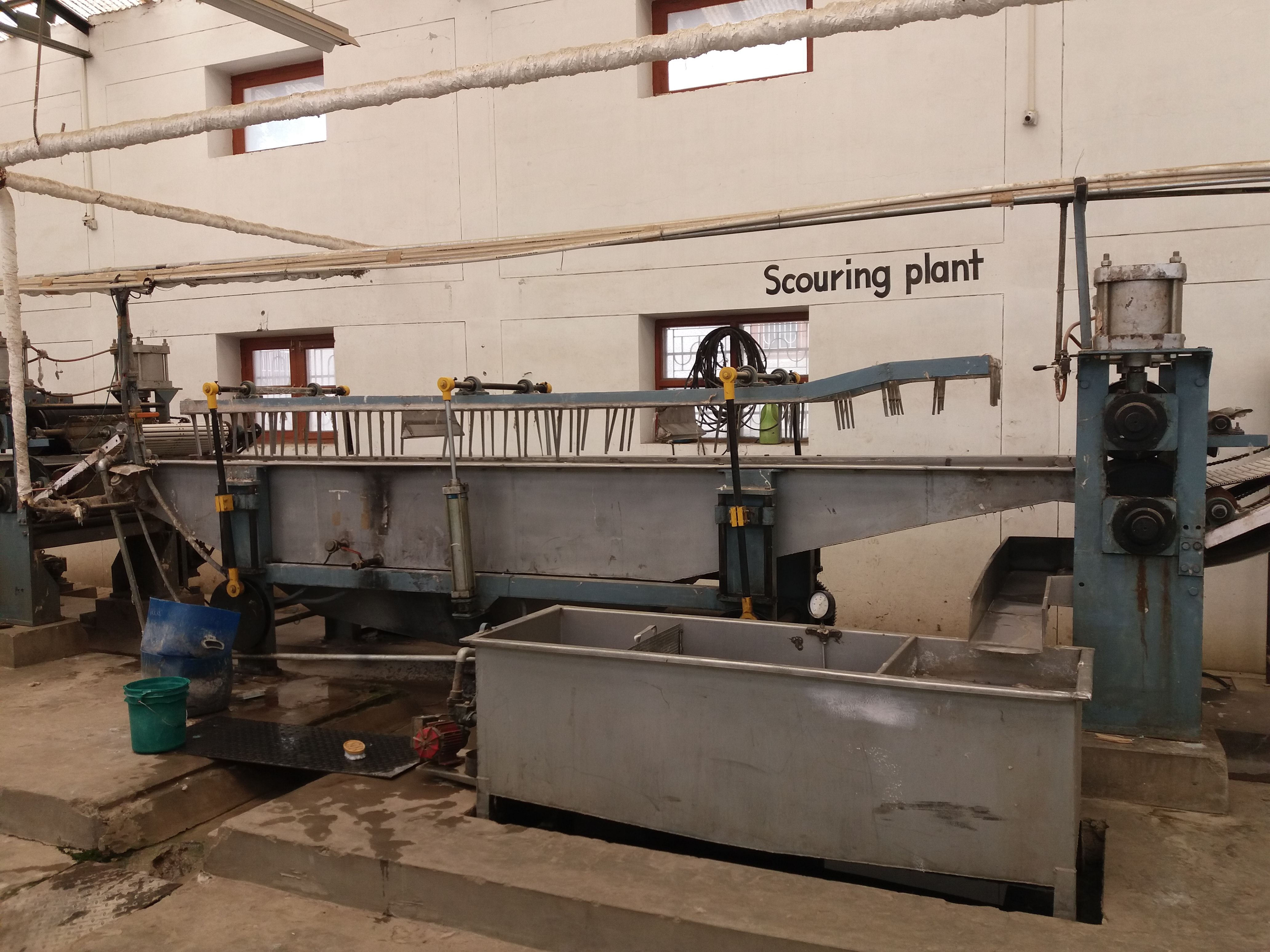
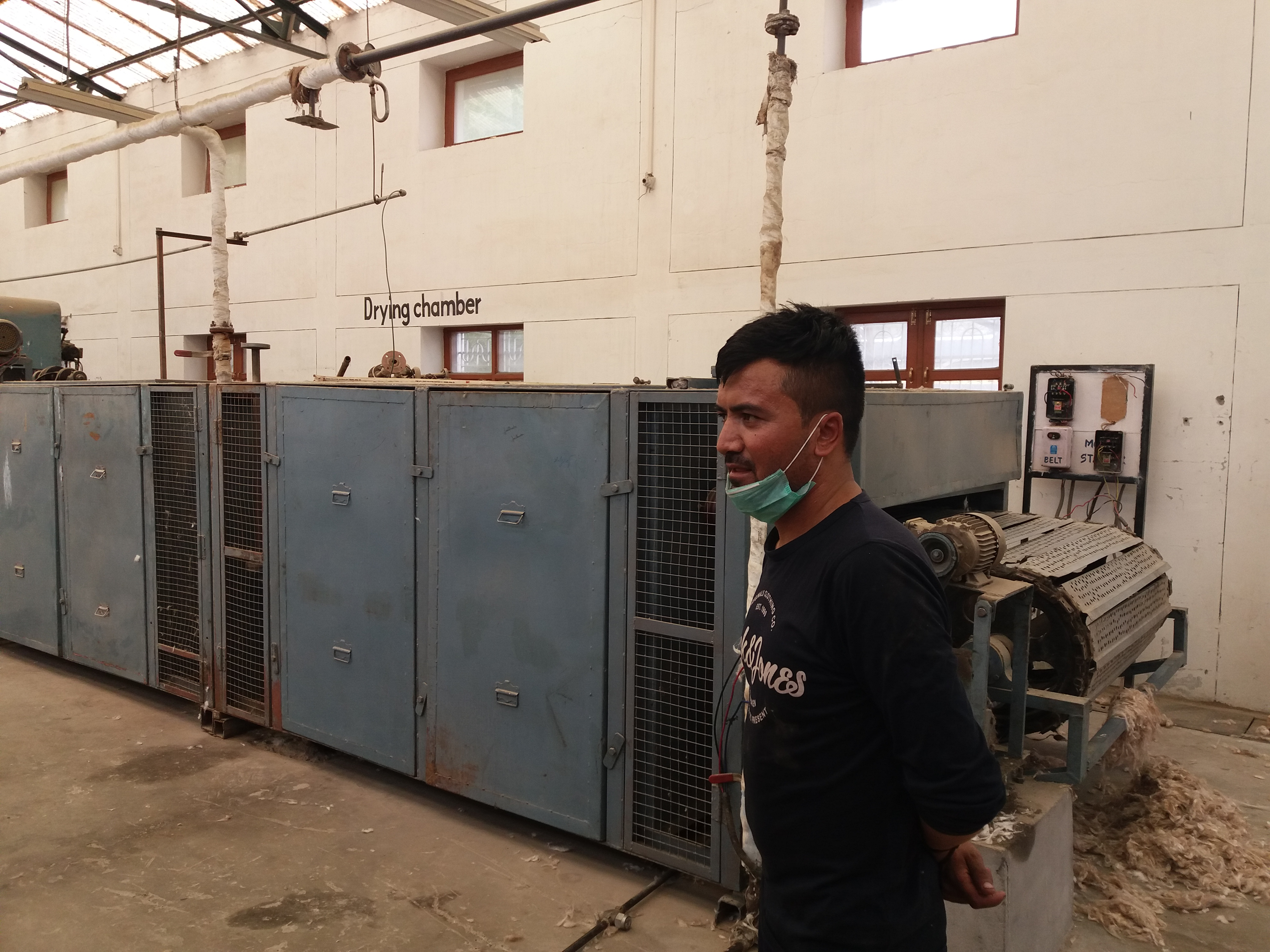
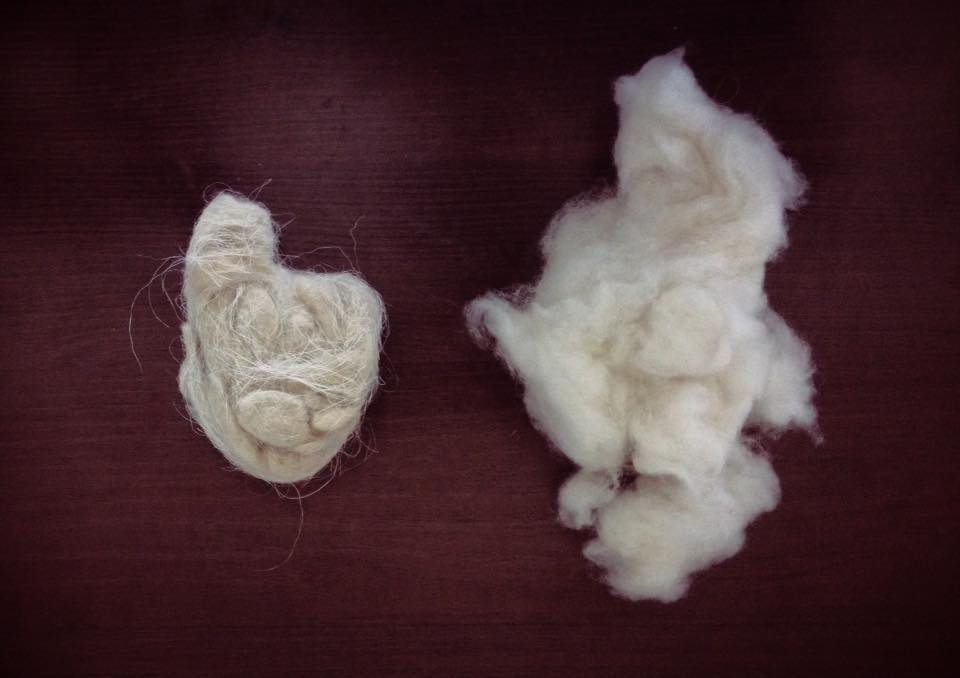

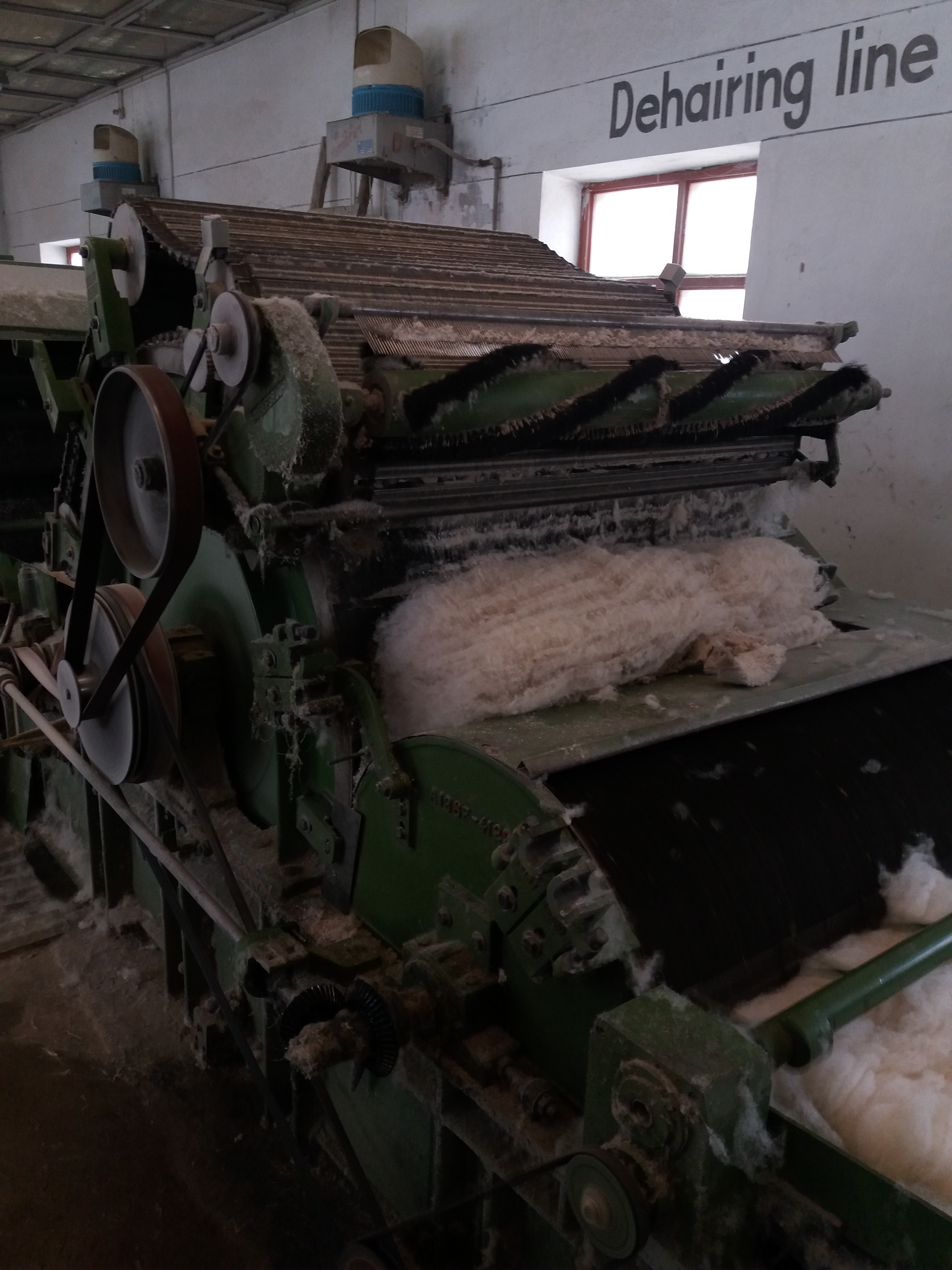
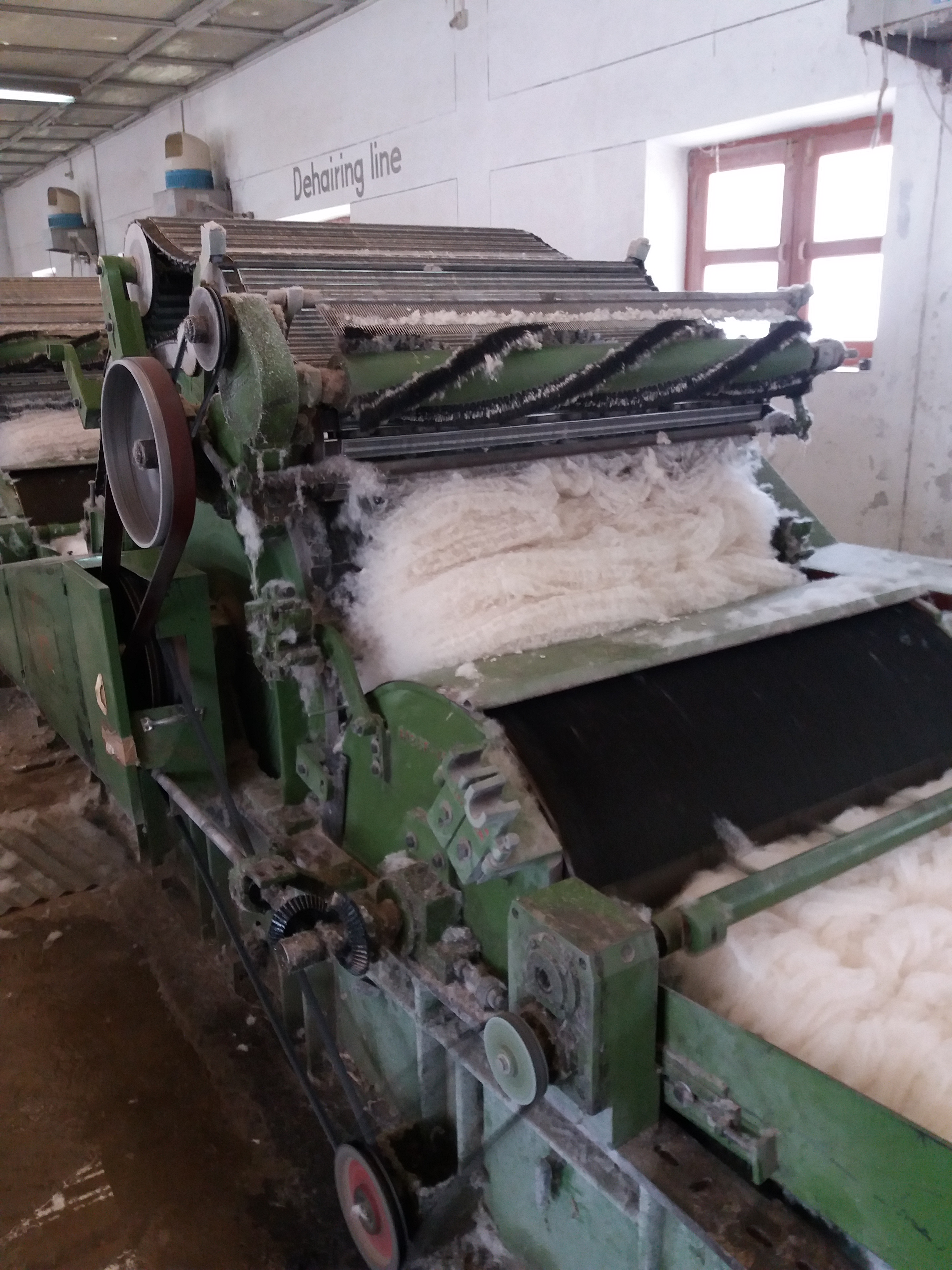
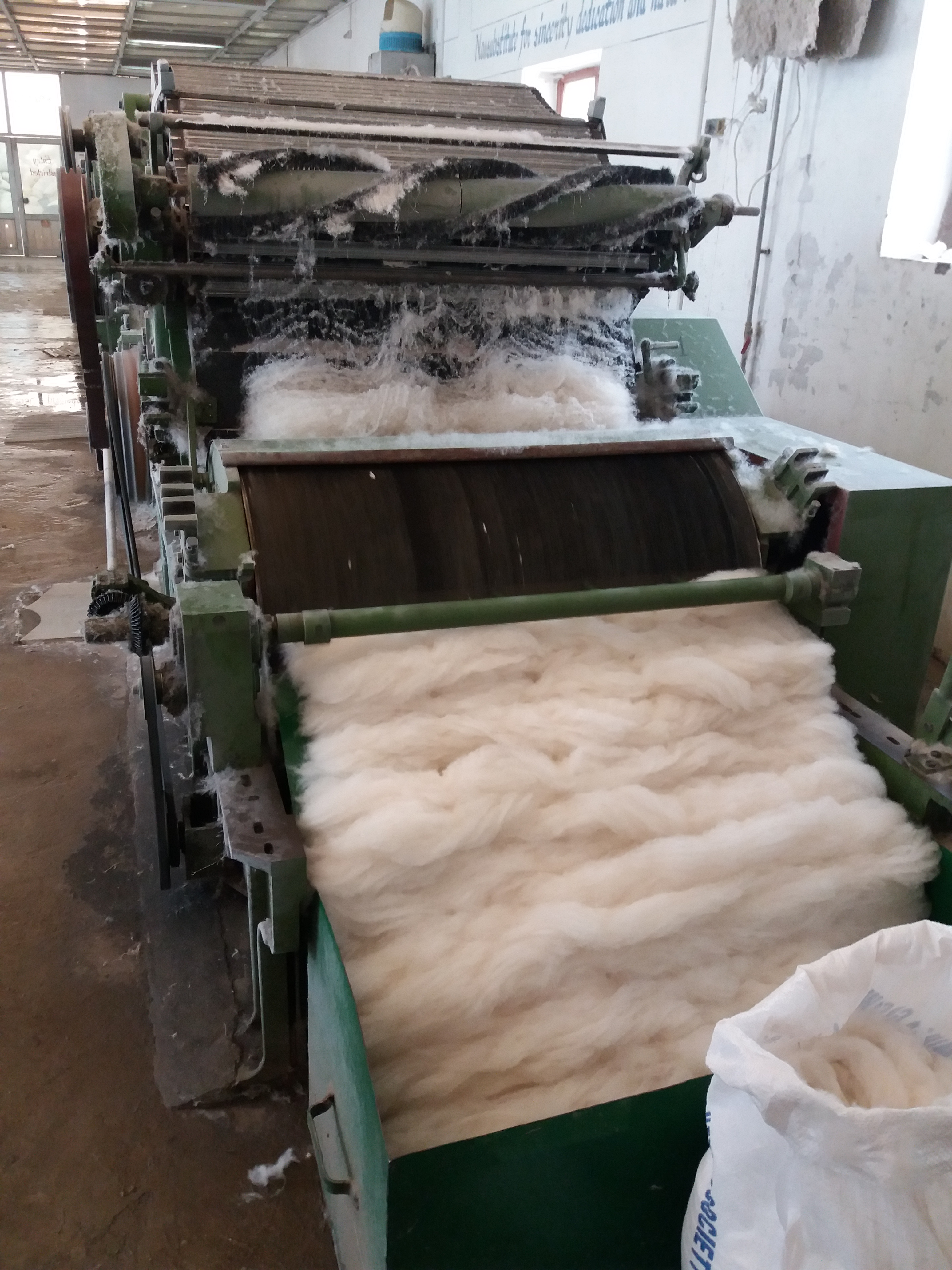
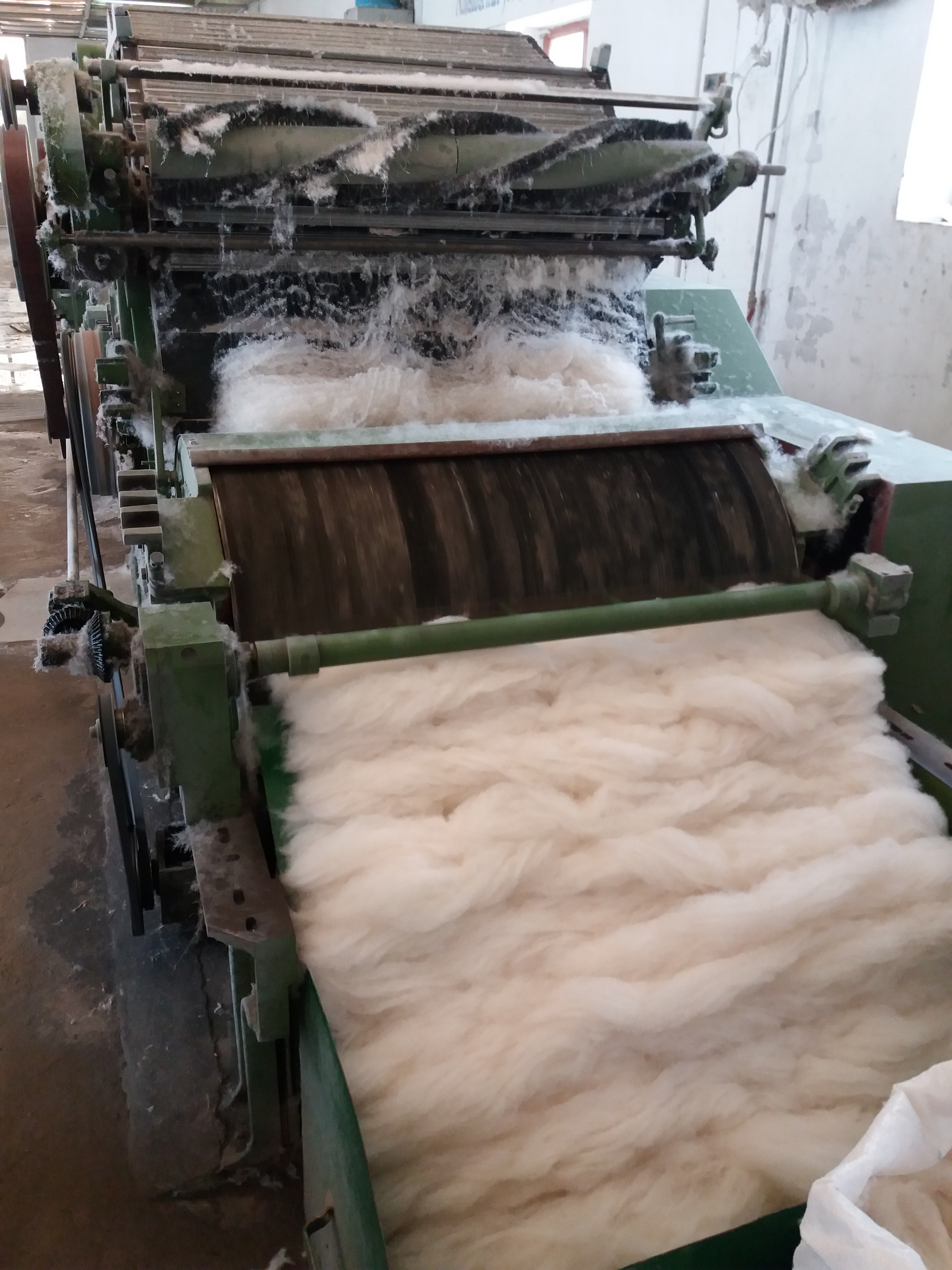

Noori, la première chèvre Pashmina clonée au monde, est née le 9 mars 2012 à la Faculté des Sciences vétérinaires et de l'élevage de l'université des Sciences et technologies agricoles du Cachemire Sher-e-Kashmir (SKUAST) située à Shuhama, à 25 km à l'est de Srinagar,,.